# Torres (achternaam)
Torres is een veel voorkomende Spaanstalige achternaam afkomstig uit Koninkrijk Castilië. De naam is voor het eerst genoemd in de XIe eeuw. De naam heeft een toponiemische oorsprong en is afgeleid van het zelfstandig naamwoord Torre (Toren). De naam werd gegeven aan mensen die in Al-Andalus hun toevlucht hadden gezocht in torens. Vaak namen ook Sefardische Joden de naam aan na hun gedwongen bekering tot het christendom na de Reconquista. Het werd tijdens de Reconquista een prestigieuze naam, die wees op macht en rijkdom. Tijdens de kolonisatie verspreidde de naam zich over Latijns-Amerika waar het vandaag de dag ook een veel voorkomende naam is.
Wereldwijd hebben ongeveer 3,12 miljoen personen Torres als familienaam, waarvan 841.996 in Mexico, waar het de op elf na meest voorkomende achternaam is.